# 妹の誘惑
『妹の誘惑』（いもうとのゆうわく、Gli sfiorati）は2011年のイタリアのロマンティック・コメディ映画。
監督はマッテオ・ロヴェーレ、出演はアンドレア・ボスカとミリアム・ジョヴァネッリなど。
サンドロ・ヴェロネージの小説『Gli sfiorati』を映画化した文芸エロス作品である。
2011年10月26日にロンドン映画祭で初上映された。日本では劇場未公開だが、2013年7月3日にDVDが発売された。

## ストーリー
ローマで気ままに暮らしている30代の青年メテは、親友のブルーノと筆跡鑑定のビジネスを始めたばかりである。ある日、メテは父セルジオから17歳になる腹違いの妹ベリンダと暮らすように言われる。ベリンダは母ヴィルナとセルジオが正式に結婚するのに合わせて留学先のスペインからイタリアに帰国したのだが、家が結婚の準備で落ち着かないので、ヴィルナ名義の部屋で1人暮らしをしているメテにしばらくの間ベリンダが預けられることになったのである。20年ほど前に自分と母親を捨てた父セルジオに対するわだかまりを捨て切れないメテは、ほとんど会ったことがない妹ベリンダが美しく魅力的な女性に成長していたことに戸惑い、できるだけベリンダと顔を合わせないように親友のブルーノやダミアーノと夜遊びをするなどして時間をつぶす。しかし、薬物に手を出すなど奔放で、自分に無邪気に甘えて来るベリンダに振り回されながらも、メテは彼女に惹かれて行く自分を抑えることができない。そこでメテは「夜のローマの伝説の美女」と噂されるベアトリーチェと一夜を共にするが、それでもベリンダを忘れることができない。そして、セルジオの結婚式の前夜、遂にメテとベリンダは一線を越えて激しく愛し合ってしまう。翌朝、セルジオの結婚式に遅れてやって来たメテにベリンダは昨夜のことは忘れようと言う。戸惑うメテだったが、幸せいっぱいのセルジオとヴィルナの姿を前にして、ベリンダだけでなく、セルジオやヴィルナとも改めて「家族」になることを心に決める。

## キャスト
- メテ: アンドレア・ボスカ - 筆跡学者。鑑定業を始めたばかり。30代。
- ベリンダ: ミリアム・ジョヴァネッリ - メテの腹違いの妹。いろいろ問題あり。17歳。
- ブルーノ: クラウディオ・サンタマリア - メテの親友で同僚。妻に捨てられた。
- ダミアーノ: ミケーレ・リオンディーノ - メテの親友。プレイボーイ。不動産会社勤務。
- セルジオ: マッシモ・ポポリツィオ - メテとベリンダの父親。サッカーの元スター選手でスポーツリポーター[4]。
- ヴィルナ: アイタナ・サンチェス＝ギヨン - ベリンダの母親。長く事実婚の関係にあったセルジオと正式に結婚。
- ベアトリーチェ・プラーナ: アーシア・アルジェント - 夜のローマの「伝説の美女」。

## 受賞歴
第67回ナストロ・ダルジェント賞において、アンドレア・ボスカがグリエルモ・ビラーギ賞（若手有望俳優賞）を受賞し、ミケーレ・リオンディーノが助演男優賞にノミネートされた（受賞はならず）。